# Malachius bipustulatus
Malachius bipustulatus är en skalbaggsart som först beskrevs av Carl von Linné 1758.  Malachius bipustulatus ingår i släktet Malachius, och familjen Malachiidae. Arten är reproducerande i Sverige.

## Bildgalleri

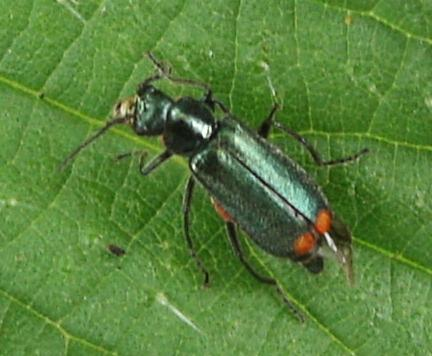
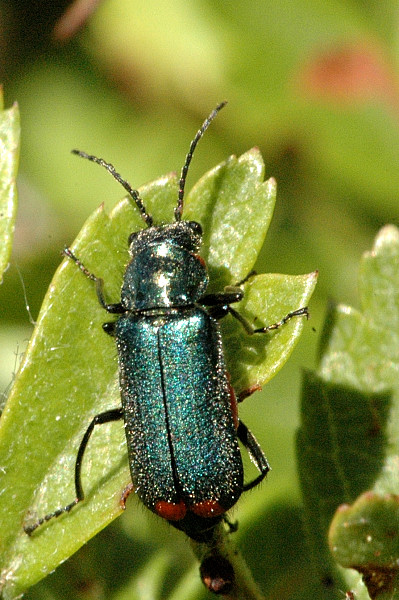
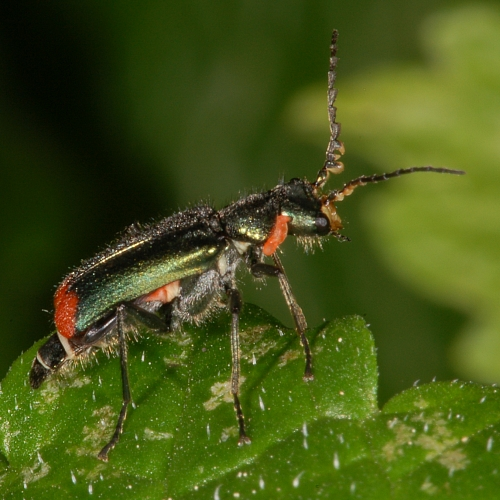
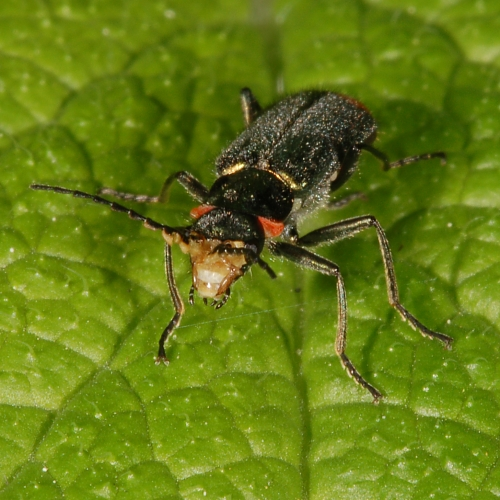
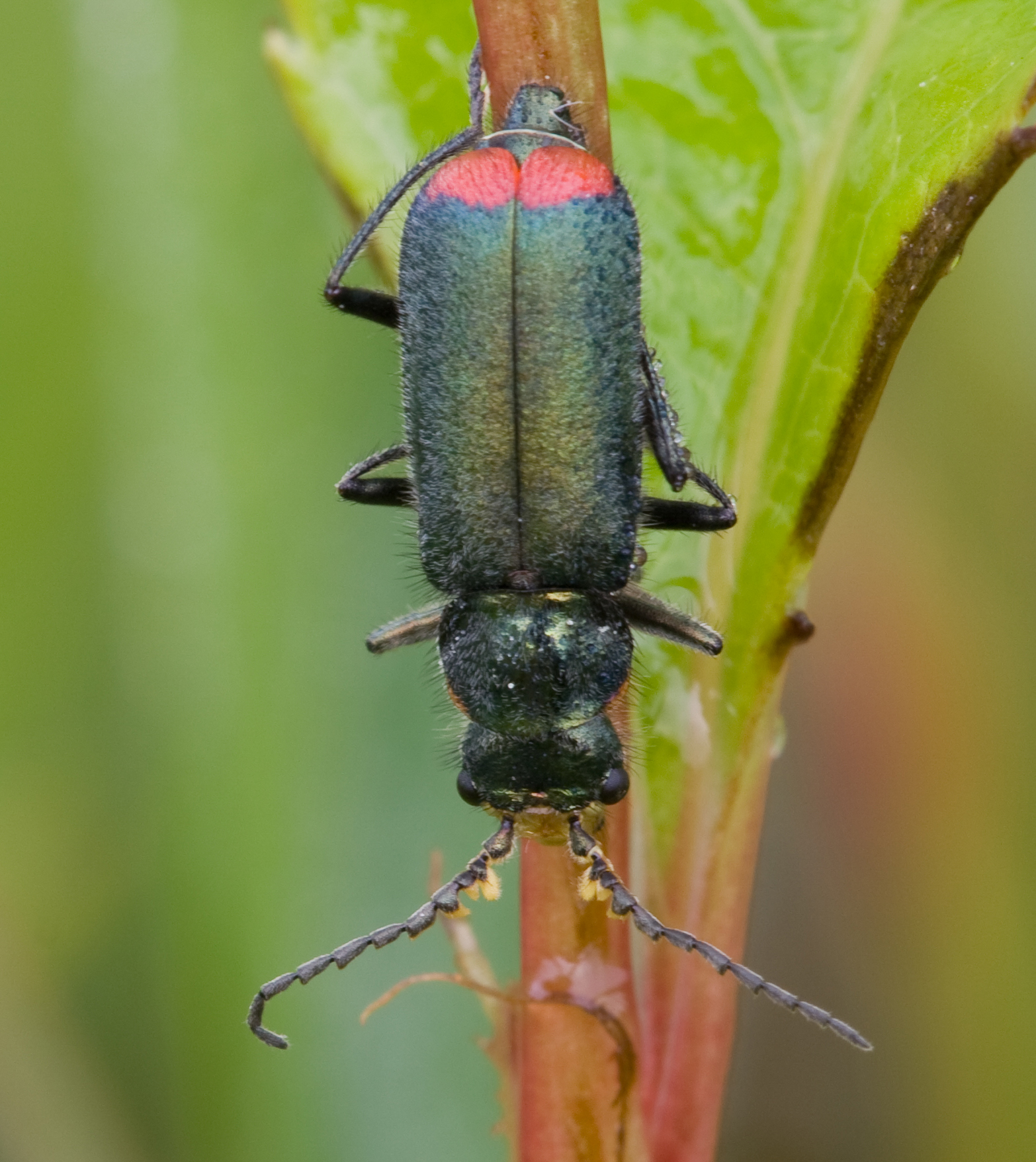
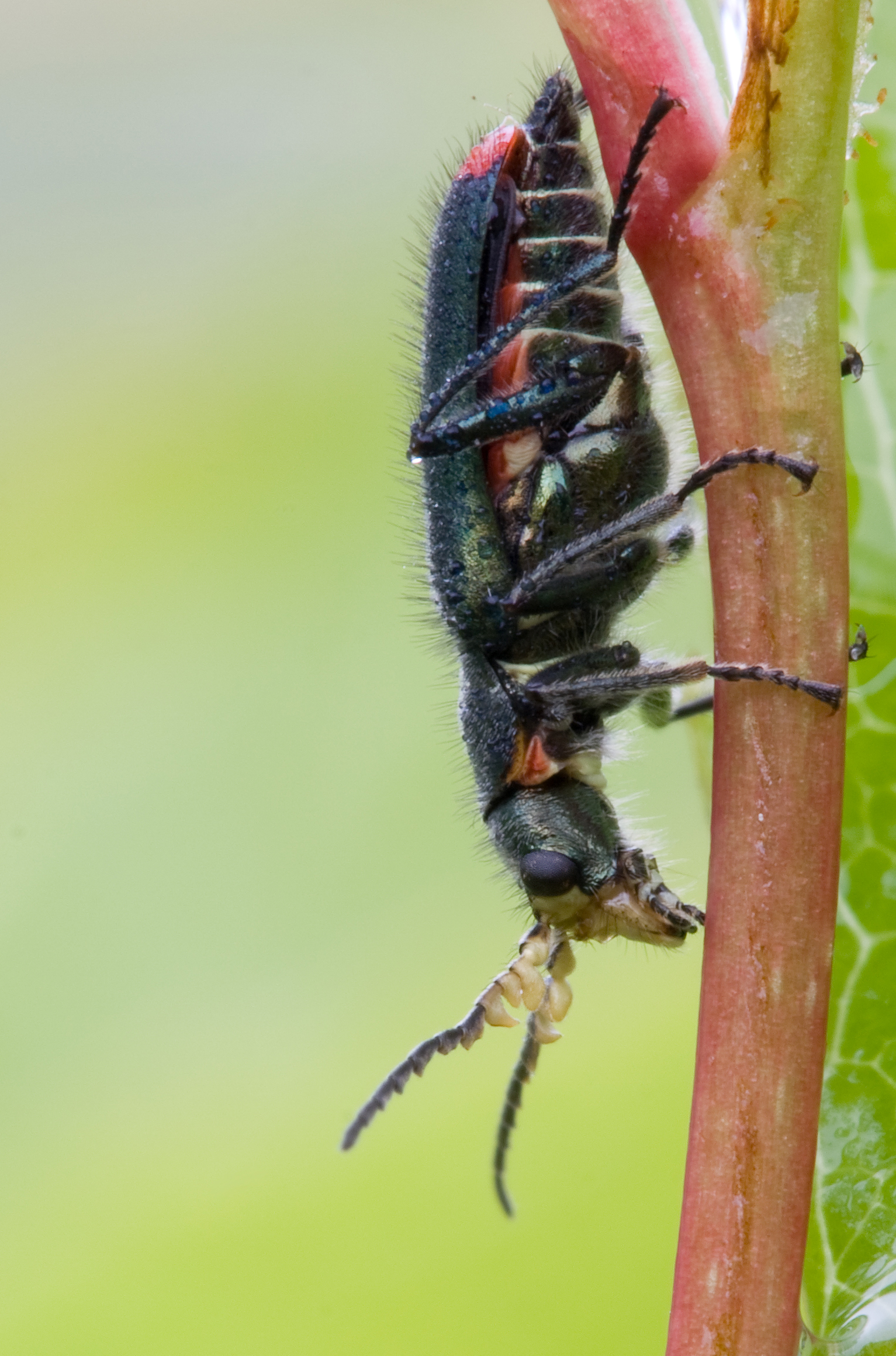